# Nieczystość seksualna

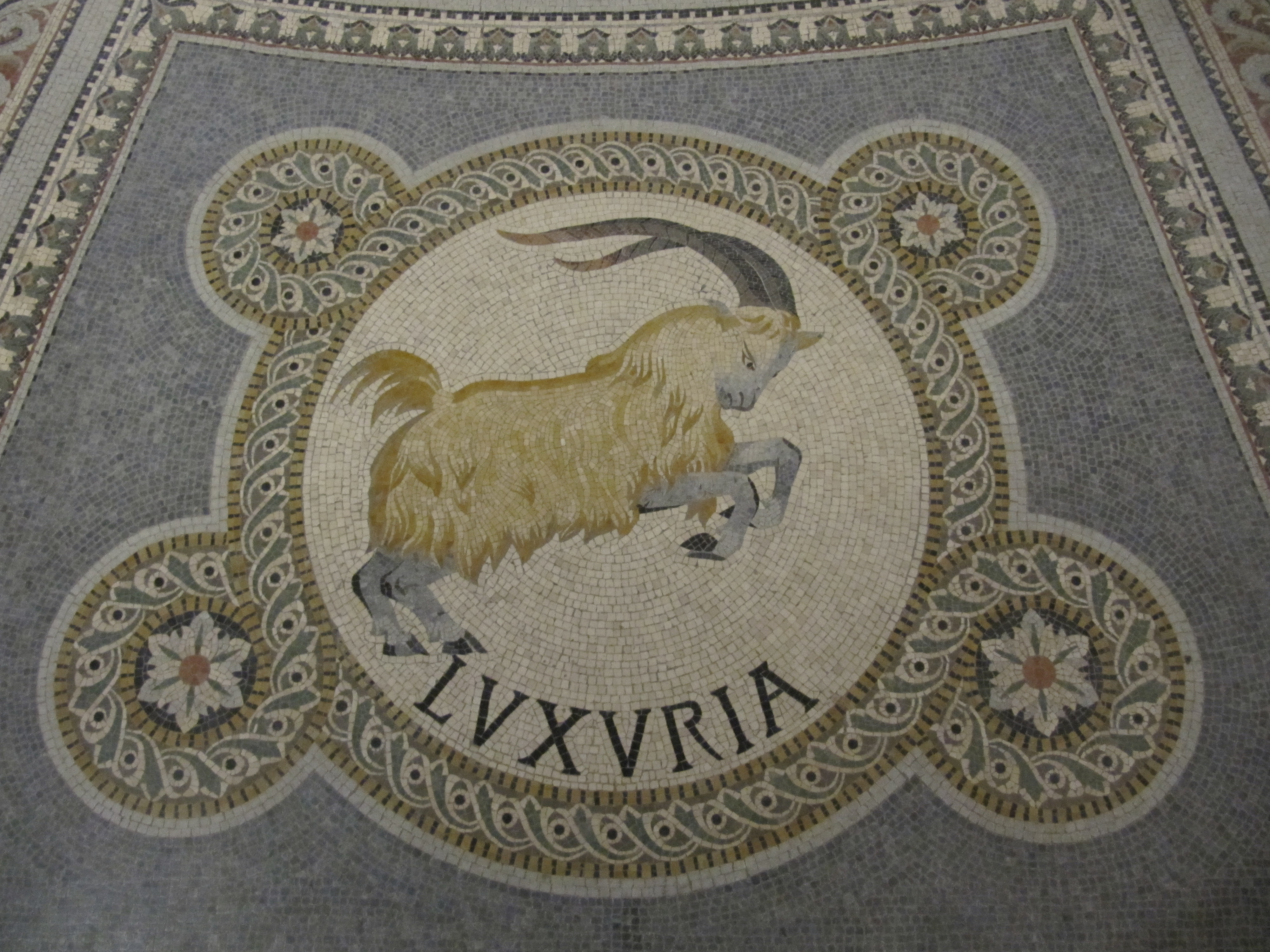
Kozioł jako symbol Nieczystości (mozaika w bazylice Notre-Dame de Fourvière w Lyonie)

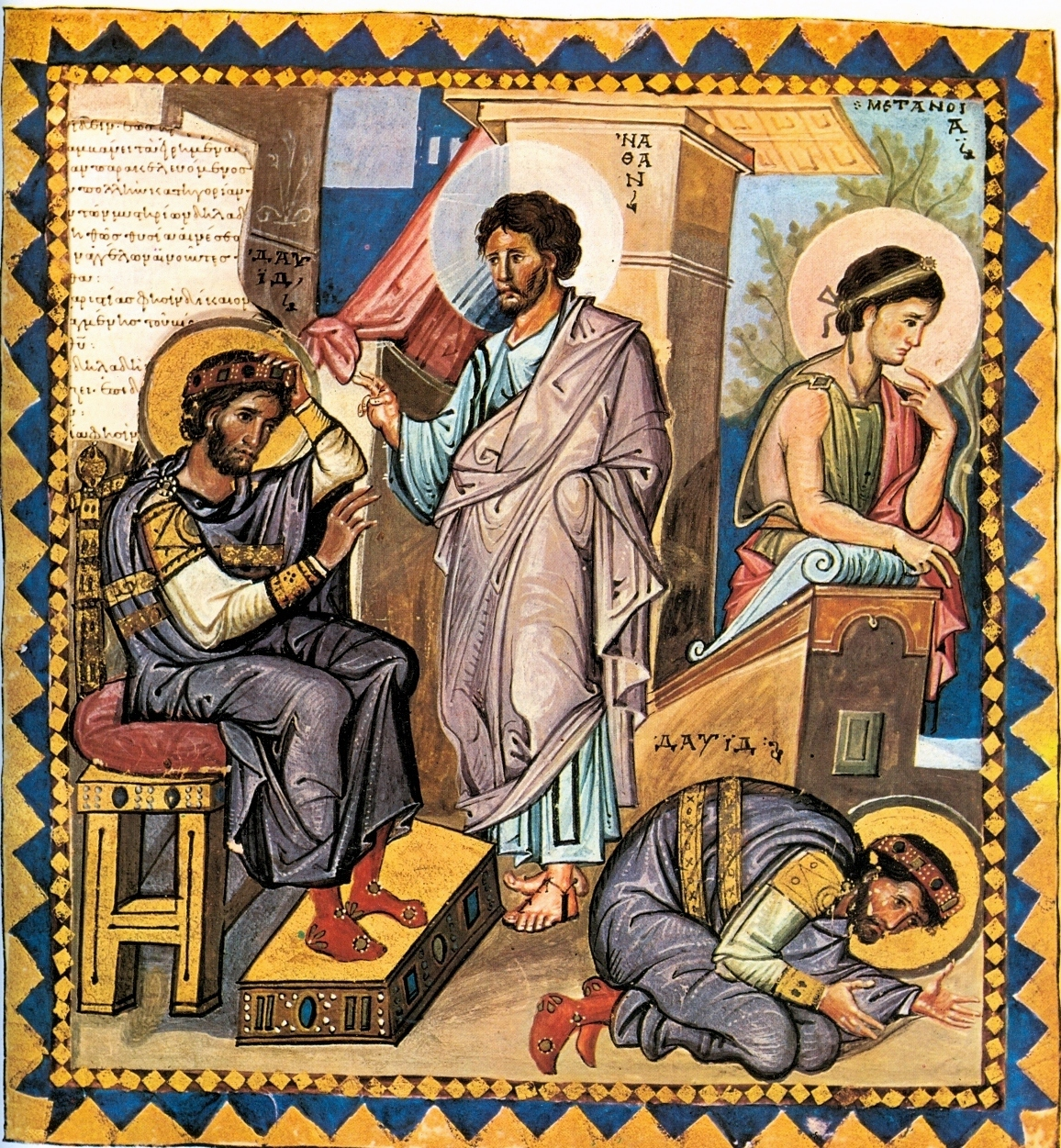
Prorok Natan wzywający króla Dawida do pokuty po grzechu z Batszebą (por. 2 Sm 12,1–14).

Nieczystość seksualna – termin używany w religiach, między innymi monoteistycznych jak judaizm i islam, na określenie stanu braku świętości rytualnej z powodu podjęcia pożycia seksualnego, a u kobiet także z powodu menstruacji. Drugie znaczenie tego terminu, również religijne, dotyczy postaw naruszających zasady etyczne – uznawane przez daną religię – w odniesieniu do pożycia seksualnego.

## Dwa podstawowe znaczenia
Nie ma zasadniczo jednoznacznie określonych i jednolitych wzorców międzykulturowych pojęcia nieczystości i oczyszczenia. Nieczystość seksualna należy do jednej z trzech wyodrębnianych dla celów poznawczych kategorii nieczystości religijnej – spowodowanej funkcjami ciała. Określa się ją jako nieczystość rytualną. Drugą kategorię stanowi nieczystość wspomagająca więzi społeczne (social bonding). Dotyczy ona etapów ludzkiego życia: narodzin, dorastania, małżeństwa i śmierci i jest określana jako nieczystość moralna. Trzecią kategorią jest nieczystość wyznaczająca granicę między sacrum i profanum. Nieczystość uznawana jest za stan sprawiający podatność na działanie złych duchów.

### Nieczystość rytualna
Ponieważ seksualne funkcje ciała są wrodzone, naturalne, nieczystość, którą powodują, nie ma na celu zapobiegania ich występowania, lecz wyznaczenie granic potrzebnych do kontroli i oczyszczenia. Menstruacja jest drugą po śmierci najpoważniejszą przyczyną religijnej nieczystości. Z tego powodu w niektórych religiach kobiety, ze względu na ich seksualność, bywają uznane za trwale nieczyste. Jako jedną z przyczyn wskazuje się ochronę męskiej dominacji i wyznaczenia czysto męskich sfer wpływów (Douglas 1975). W niektórych plemiennych społeczeństwach kobietom nie wolno wchodzić do pomieszczeń męskich, w których rzeźbione są sakralne maski i przechowywane są pamiątki po przodkach.
Tak w judaizmie, jak i islamie sfera seksualna jest uważana za źródło nieczystości rytualnej, z której należy się oczyścić przez obmycie.
Równocześnie wiele religii politeistycznych traktowało i traktuje pożycie seksualne jako sferę boską. Na przykład wykopaliska archeologiczne pokazały, że na terenie klasycznej Grecji istniały świątynie Afrodyty z przydomkiem Hetera (kurtyzana), co świadczy o swoistym kulcie nierządu. W wielu religiach znany był także kult płodności i, praktykowana w wielu świątyniach, prostytucja „sakralna”.

## W Izraelu i judaizmie
Nauczanie o nieczystości seksualnej jest ważnym elementem tradycji judaizmu.

### Pięcioksiąg
W Pismach Izraela przepis Tory (Pięcioksięgu) wymaga obmycia rytualnego w mykwie z powodu zaciągnięcia nieczystości po każdym akcie seksualnym: Jeżeli mężczyzna obcuje z kobietą wylewając nasienie, to oboje wykąpią się w wodzie i będą nieczyści aż do wieczora. (19) Jeżeli kobieta ma upławy, to jest krwawienie miesięczne ze swojego ciała, to pozostanie siedem dni w swojej nieczystości. Każdy, kto jej dotknie, będzie nieczysty aż do wieczora. (Kpł, 15,19–21 por. Kpł 21,3).
W Pięcioksięgu znajdujemy także uwagi o nieczystości seksualnej w rozumieniu moralnym. Nieczystym staje się mężczyzna przez cudzołóstwo, obcowanie z żoną swego bliźniego (Kpł 16,20). Księga Liczb mówi również o żonie rozpustnej, zdradzającej męża cieleśnie za plecami męża, że dopuściła się nieczystości w ukryciu. W przypadku posądzenia przez męża niewinnej żony, kapłani mieli dać je do wypicia wodę gorzką, która w przypadku prawdziwej winy miała ściągnąć przekleństwo: łono jej spuchnie, a biodra zwiotczeją, i będzie owa kobieta przedmiotem przekleństwa pośród swego ludu. Jeśli jednak ta kobieta nie stała się nieczysta, lecz przeciwnie – jest czysta – pozostanie bez szkody i znowu będzie rodzić dzieci (Lb 5, 11–31). Również samo pożycie w małżeństwie może być niemoralne, jak w przypadku Onana tracącego nasienie przy współżyciu tak, by nie doszło do poczęcia dziecka (Rdz 38, 9–10).

### Rabini
W nauczaniu rabinów z okresu I i II w. n.e. istniało pojęcie dwóch impulsów w człowieku, dobrego (ha-yêtzer hâ-tôb) i złego (ha-yêtzer hâ-râ). Ten ostatni był kojarzony przede wszystkim, choć nie wyłącznie, z grzechami seksualnymi, namiętnością erotyczną, pożądaniem – siłą, która popycha człowieka do cudzołóstwa i bałwochwalstwa. Niektórzy rabini umiejscawiali te dwa impulsy w człowieku po dwóch stronach człowieka: dobry po prawej, zły po lewej Inni umiejscawiali je w nerkach. Jednak przeważająca większość rabinów – od czasów co najmniej 4 Ezdr, ale nie wcześniej – uważała, że miejscem zmagania się tych dwóch impulsów jest serce. Ogólnie przyjmowano, że impulsy te wchodzą w człowieka poprzez zrodzenie. Przy czym ha-yêtzer hâ-râ (zły impuls) w życiu poszczególnego człowieka jest starszy od ha-yêtzer hâ-tôb (dobry impuls) o trzynaście lat. W ciągu pierwszych trzynastu lat życia, w których dziecko nie jest moralnie odpowiedzialne, zły impuls panuje samodzielnie. Po ich ukończeniu, kiedy dziecko dorasta na tyle, by być uznane za Bar micwa (syn przykazania) i by poznawać Torę, zaczyna się zmaganie między oboma impulsami. Tora jest głównym lekarstwem i pomocą w tym zmaganiu. Wierzono, że w erze mesjańskiej zły impuls nieczystości i bałwochwalstwa będzie zniszczony.

## W chrześcijaństwie
Chrześcijaństwo nie podjęło tradycji judaistycznej dotyczącej nieczystości seksualnej w znaczeniu rytualnym. Zwięźle sformułował to Tomasz z Akwinu, komentując przepis z Księgi Wyjścia dany Izraelitom w pobliżu góry Synaj, by przed uroczystym spotkaniem z Bogiem, mężczyźni nie zbliżali się do kobiet (Wj 19, 15):

W Starym Prawie odnośnie do czystości ciała wymagano na mocy przykazania wiele, czego nie wymaga Nowe Prawo, które jest „Prawem Ducha” (Rz 8, 2).

Spotyka się lokalnie wyjątki w historii Kościoła, wynikające z chęci prześcignięcia Żydów w religijnej sprawiedliwości. Tendencje te nazywa się judaizowaniem. Natomiast chrześcijaństwo bardzo podkreśla wagę nieczystości w drugim znaczeniu: jako stanu grzechu, nieporządku moralnego.

### Nauczanie Jezusa
O nieczystości mówił sam Jezus, wskazując na serce jako podmiot wszelakiej nieczystości duchowej, także seksualnej: Co wychodzi z człowieka, to czyni go nieczystym. Z wnętrza bowiem, z serca ludzkiego pochodzą złe myśli, nierząd, kradzieże, zabójstwa, cudzołóstwa, chciwość, przewrotność, podstęp, wyuzdanie, zazdrość, obelgi, pycha, głupota (Mk 7,20–22).
O swoich uczniach mówił, że zostali cali wykąpani (J 13,10), używając słowa λούω /luo (gr.)/, oznaczającego kąpiel całego ciała, a nie jedynie poszczególnych jego części. Zdanie to wypowiedział Jezus w przeddzień swej Męki. Kąpielą, o której myślał, jest chrzest, będący sakramentem obmycia z grzechów, czerpiącym swą oczyszczającą moc z Tajemnicy Paschalnej. Wyraża to Księga Apokalipsy w słowach o Jezusie, który nas miłuje i który przez swą krew uwolnił nas od naszych grzechów, i uczynił nas królestwem – kapłanami Bogu i Ojcu swojemu (Ap 1,5). Tak więc w Chrystusie, poprzez Jego łaskę działającą w sakramentach, wszelka nieczystość seksualna zostaje usunięta. Mimo tego, uczeń Chrystusa w trakcie ziemskiego życia potrzebuje stałego oczyszczenia: wykąpany potrzebuje tylko nogi sobie umyć (J 13,10). Symbol zabrudzonych nóg – jako tych, które stąpają po ziemi – oznacza ducha w pewnym, niewielkim stopniu dotykanego przez grzechy nieczyste, które rodzą się w sercu w związku z ziemskimi namiętnościami. Cudzołóstwa dopuszcza się bowiem człowiek już w sercu – przez poddanie się pragnieniu skłaniającemu do spoglądania na kobietę w sposób cudzołożny, tzn. patrzeniu się z zamiarem wejścia w nieuporządkowaną moralnie relację seksualną (por. Mt 5,28). Namiętności prowadzące do takiego nieczystego spoglądania na drugą osobę są obecne w człowieku narodzonym z ciała, póki nie stanie się w pełni narodzonym z ducha (por. J 3,6). Te dwie kategorie ludzi Paweł nazwie później: człowiekiem ziemskim i człowiekiem duchowym (1 Kor 15,45–49).

### Nauczanie apostoła Pawła
O nieczystości w znaczeniu moralnego nieporządku w sferze erotycznej nauczał apostoł Paweł z Tarsu: Dlatego wydał ich Bóg poprzez pożądania ich serc na łup nieczystości, tak iż dopuszczali się bezczeszczenia własnych ciał, (...) mianowicie kobiety ich przemieniły pożycie zgodne z naturą na przeciwne naturze. Podobnie też i mężczyźni, porzuciwszy normalne współżycie z kobietą, zapałali nawzajem żądzą ku sobie (Rz 1,24–27; por. 2 Kor 12,21, Ga 5,19; Ef 5,3; Kol, 3,5; 1 Tes 4,3–7).
Chrześcijanin, który przez Prawo Ducha został wyzwolony z niewoli grzechów nieczystych i dla którego nie ma już potępienia (Rz 8, 1-4), nosi w sobie pożądliwość (concupiscentia), która wywołuje nieporządek we władzach moralnych człowieka i nie będąc samą w sobie grzechem, skłania człowieka do popełniania grzechów (KKK 2515).

### Ojcowie Kościoła
Klemens Aleksandryjski nauczał, że przez obmycie chrztu chrześcijanie wstępujący w związek małżeński stają się czyści, tak że już więcej nie potrzebują żadnego obmycia rytualnego. Klemens w ten sposób bronił świętości małżeństwa przeciw gnostykom. Stwierdził wręcz, że nasienie tych, którzy zostali uświęceni, jest święte.

### Katolicyzm
W katolickiej etyce seksualnej podaje się następujące negatywne skutki nieczystości seksualnej:
1. Zaburza miłość osoby, przeżywanej w wolności i samoopanowaniu jako osobowy dar dla współmałżonka. Jest przeciwna cnocie umiarkowania, która wymaga by popędy i odruchy wynikające z płciowości poddane były panowaniu rozumnej woli, w oparciu o poznanie ludzkiego sensu płci i jej miejsca w integralnej wizji powołania osoby. Człowiek nieczysty seksualnie zgadza się na własną depersonalizację.
2. Powoduje depersonalizację i urzeczowienie drugiej osoby. Drugiego człowieka traktuje się jako element pewnego mechanizmu dla uzyskania określonego przeżycia. Prawdziwa więź ludzka może zaistnieć tylko na płaszczyźnie miłości.
3. Więź pseudomałżeńska oznacza ipso facto odrzucenie całej treści powołania małżeńskiego, obejmującego odpowiedzialność za godność osoby ludzkiej, za godność i świętość życia ludzkiego powoływanego na świat w kontekście miłości.
4. Jest uważana za profanację tego, co w człowieku i małżeństwie jest święte na mocy Stworzenia i Odkupienia. Dlatego nauczanie apostolskie w mocnych słowach piętnuje zło kryjące się w nieczystości seksualnej, ponieważ degraduje człowieka do poziomu nierozumnej przyrody oraz niweczy dzieło uświęcenia człowieka.
5. Prowadzi także do innych czynów uznawanych za grzeszne, np. do aborcji, antykoncepcji[17].

### Świadkowie Jehowy
Świadkowie Jehowy uważają, że jeżeli ktoś dopuszcza się rozpusty, rozpasania lub jakiejś formy nieczystości seksualnej i nie okazuje skruchy, może zostać usunięty ze zboru, w celu zachowania jego czystości.

## W islamie
Pożycie małżeńskie, w którym dochodzi do wytrysku nasienia, powoduje tzw. większą nieczystość rytualną – dżanāba. Osobę, która znajduje się w stanie takiej nieczystości nazywa się dżunub. Może ona powrócić do czystości rytualnej przez tzw. większe rytualne obmycie (ghusl). Zanim nie dokona obmycia nie może wykonywać obowiązku codziennej modlitwy – salat, nie może dokonać tawaf wokół Kaaby w Mekkce (Koran V,6), nie może też wchodzić do meczetu (z wyjątkiem konieczności), ani dotykać Koranu i czytać jego wersetów (Koran LVI, 77-9). Jest także mniejsza rytualna nieczystość zwana hadath.
Z drugiej strony, seksualność zajmuje w islamie bardzo ważną rolę – co jest uznane za pewną niespójność. Uderzająca jest otwartość i bezpośredniość, z jaką Koran i hadisy omawiają delikatne zagadnienia pożycia seksualnego . Dwudziesta piąta wypowiedź proroka Mahometa, z XIII-o wiecznego zbioru Czterdzieści Hadisów zebranych przez imama an-Nawawiego (zm. 676 AH), mówi że pożycie seksualne jest uczynkiem miłosierdzia. Pewien towarzysz Proroka Mahometa spytał się go o los bogatych. Ten odpowiedział:

Czy Allah nie uczynił rzeczy dla was, by dawać je z miłosierdzia? (...) Dokonywać dobrego czynu jest miłosierdziem, zabraniać złego czynu jest miłosierdziem, miłosierdzie jest także w akcie seksualnym każdego z was. Powiedzieli: O Wysłanniku Allaha, kiedy ktoś z nas zaspokaja pożądanie seksualne, czy będzie miał za to jakąś nagrodę? On powiedział: Czy nie myślicie, że jeśliby dokonywał tego w sposób nieprawy, grzeszyłby? Tak samo, jeśliby dokonywał tego w sposób prawy, będzie miał nagrodę.